# Musca ethiopica
Musca ethiopica är en tvåvingeart som beskrevs av Zielke 1973. Musca ethiopica ingår i släktet Musca och familjen husflugor.
Artens utbredningsområde är Etiopien. Inga underarter finns listade i Catalogue of Life.